# Wernersdorf
Wernersdorf est une ancienne commune autrichienne du district de Deutschlandsberg en Styrie.